# Мербах, Касди
Касди Мербах (араб. قاصدي مرباح‎; 16 апреля 1938, Фес, Французский протекторат Марокко — 21 августа 1993, Бордж-эль-Бахри, вилайет Алжир, Алжир) — алжирский государственный деятель, премьер-министр Алжира (1988—1989). 

## Биография
При рождении получил имя Абдалла Халеф. Псевдоним Касди Мербах получил в период войны за освобождение Алжира.
Старшеклассником включился в ряды алжирских повстанцев, став одним из их лидеров в Войне за независимость Алжира. Принадлежал к числу сторонников Хуари Бумедьена.
С 1962 по 1978 год занимал должность директора военной безопасности (политической полиции). На этом посту сыграл важную роль в июньском (1965) как в государственном перевороте, который привел к Бумедьена к верховной власти. В 1979 г. также способствовал назначению на пост президента Шадли Бенджедида.
- 1979 г. — генеральный секретарь министерства обороны,
- 1979—1980 гг. — заместитель министра,
- 1982—1984 гг. — министр тяжелой промышленности,
- 1984—1988 гг. — министр сельского хозяйства и рыболовства,
- 1988 г. — министр здравоохранения Алжира.

В 1988—1989 годах — премьер-министр Алжира. 9 сентября 1989 года был отправлен в отставку президентом страны Шадли Бенджедидом, поскольку всячески тормозил проведение политических реформ. 
Член Политбюро Центрального комитета Фронта национального освобождения (1979—1980, 1984—1990).
В октябре 1990 года вышел из состава Центрального комитета Фронта национального освобождения, а в ноябре 1990 года основал Алжирское движение за справедливость и развитие.
21 августа 1993 года был застрелен возле своего дома, вместе с ним были убиты его сын, брат, водитель и телохранитель. В сентябре 1993 года трем алжирцам было предъявлено обвинение в убийстве политика и его родственников. Один из обвиняемых являлся членом Исламского фронта спасения.